# Ganxets de Reus
Els Ganxets de Reus van ser una de les dues colles castelleres de Reus. El seu nom provenia del gentilici popular que hom dona a la gent de Reus (ganxets).
Els castells es van iniciar a Reus al segle xviii, carregant una torre en acabar el ball de valencians. El segle xix es van fer a Reus castells de 8 i un de 9 (un 4 de 9 el 1884) però a càrrec de colles de fora (principalment els Xiquets de Valls). L'any 1948 es va crear una colla denominada Ganxets de Reus, però va ser de curta durada (mesos).
L'any 1991 es va crear una altra colla que va escollir aquesta mateixa denominació, i va aconseguir nombrosos castells de 7.
La seva camisa era morada i el pantaló blanc. L'any 2005 i després de dues temporades sense actuar van decidir dissoldre l'entitat, deixant els Xiquets de Reus com a única colla activa de la ciutat.